# Los Angeles D-Fenders 2012-2013
La stagione 2012-13 dei Los Angeles D-Fenders fu la 6ª nella NBA D-League per la franchigia.
I Los Angeles D-Fenders arrivarono terzi nella West Division con un record di 21-29, non qualificandosi per i play-off.

## Roster
| N° | Naz.                               | Ruolo | Sportivo            | Anno | Alt. | Peso |
| -- | ---------------------------------- | ----- | ------------------- | ---- | ---- | ---- |
| 2  | Stati Uniti (bandiera)             | G     | Matt Dickey         | 1989 | 185  | 82   |
| 11 | Stati Uniti (bandiera)             | G     | Morris Almond       | 1985 | 196  | 95   |
| 11 | Stati Uniti (bandiera)             | A     | Darnell Dodson      | 1989 | 201  | 100  |
| 12 | Stati Uniti (bandiera)             | G     | Kevin Kruger        | 1983 | 188  | 84   |
| 12 | Stati Uniti (bandiera)             | G     | Mike Taylor         | 1986 | 188  | 77   |
| 14 | Stati Uniti (bandiera)             | G     | Darius Johnson-Odom | 1989 | 188  | 98   |
| 15 | Stati Uniti (bandiera)             | G     | Orien Greene        | 1982 | 196  | 99   |
| 17 | Stati Uniti (bandiera)             | G     | Darius Morris       | 1991 | 196  | 86   |
| 18 | Stati Uniti (bandiera)             | G     | Elijah Millsap      | 1987 | 198  | 98   |
| 18 | Stati Uniti (bandiera)             | A     | Eniel Polynice      | 1988 | 196  | 100  |
| 19 | Stati Uniti (bandiera)             | AC    | Jarrid Famous       | 1988 | 211  | 109  |
| 19 | Stati Uniti (bandiera)             | GA    | Lazar Hayward       | 1986 | 198  | 102  |
| 21 | Stati Uniti (bandiera)             | A     | Ronald Dupree       | 1981 | 201  | 95   |
| 21 | Stati Uniti (bandiera)             | A     | Reeves Nelson       | 1991 | 203  | 107  |
| 21 | Stati Uniti (bandiera)             | A     | Malcolm Thomas      | 1988 | 206  | 102  |
| 22 | Stati Uniti (bandiera)             | G     | Courtney Fortson    | 1988 | 180  | 84   |
| 23 | Isole Vergini Americane (bandiera) | C     | Phil Jones          | 1985 | 211  | 113  |
| 23 | Giamaica (bandiera)                | C     | Jerome Jordan       | 1986 | 213  | 115  |
| 24 | Stati Uniti (bandiera)             | A     | Gary Flowers        | 1983 | 203  | 97   |
| 33 | Stati Uniti (bandiera)             | A     | Jamario Moon        | 1980 | 203  | 98   |
| 34 | Stati Uniti (bandiera)             | A     | Craig Brackins      | 1987 | 208  | 104  |
| 34 | Stati Uniti (bandiera)             | C     | Anthony Stover      | 1990 | 208  | 111  |
| 42 | Stati Uniti (bandiera)             | AC    | Zach Andrews        | 1985 | 206  | 104  |
| 44 | Stati Uniti (bandiera)             | C     | Travis Hyman        | 1987 | 213  | 111  |
| 50 | Canada (bandiera)                  | C     | Robert Sacre        | 1989 | 213  | 118  |

## Staff tecnico
- Allenatore: Reggie Theus
- Vice-allenatori: Conner Henry, Phil Hubbard, Larry Lewis
- Preparatore atletico: Nina Hsieh